# Усольцево (Нижньогородська область)
Усольцево (рос. Усольцево) — присілок в Краснобаковському районі Нижньогородської області Російської Федерації.
Населення становить 44 особи. Входить до складу муніципального утворення Зубилихинська сільрада.

## Історія
Від 2009 року входить до складу муніципального утворення Зубилихинська сільрада.

## Населення
| 2002 | 2010 |
| ---- | ---- |
| 61   | ↘44  |